# Johannes Alfvén (läkare)
John Anton Alfvén, känd som Johannes Alfvén, född 12 januari 1878 i Storkyrkoförsamlingen i Stockholm, död 3 januari 1944 i Norrköpings Hedvigs församling, var en svensk läkare.
Alfvén var sedan 1907 gift med Anna-Clara Romanus-Alfvén och far till Hannes Alfvén, samt bror till Hugo Alfvén.
Alfvén, som var son till skräddaremästare Anders Alfvén (1832–1881), genomgick Norra latin i Stockholm, blev student där 1895, medicine kandidat 1901 i Stockholm och medicine licentiat 1906 i Lund. Han var praktiserande läkare i Norrköping från 1907, läkare vid centralfängelset där från 1919 och vid Sandbyhofs upptagningsanstalt för sinnessjuka från 1925. Alfvén är begravd på Norra begravningsplatsen utanför Stockholm.